# Sarah Menezes
Sarah Gabrielle Cabral de Menezes (Teresina, 26 de março de 1990) é uma judoca e campeã olímpica brasileira. Entrou para a história do esporte nacional ao se tornar a primeira mulher do país a conquistar uma medalha de ouro neste esporte em Jogos Olímpicos. Atualmente, é treinadora da seleção brasileira feminina de judô.

## Carreira
Participou de Pequim 2008 aos 18 anos e foi derrotada na primeira luta. Bicampeã mundial júnior de 2008 e 2009. Em dezembro de 2009 e 2010  conquistou a medalha de bronze no Grand Slam da cidade de Tóquio, evento do Circuito Mundial da Federação Internacional de Judô, e em fevereiro de 2012 ganhou a medalha de prata no Grand Slam da cidade de Paris.
Nos Jogos Pan-americanos de 2011, em Guadalajara, ficou com o bronze depois de ser derrotada numa das etapas preliminares pela cubana Dayaris Mestre.
Nos Jogos Olímpicos de Londres 2012, Sarah foi a primeira atleta a conquistar uma medalha de ouro para o judô feminino do Brasil. Ela quebrou o jejum brasileiro de 20 anos sem medalha de ouro olímpica neste esporte, que vinha desde a vitória de Rogério Sampaio em Barcelona 1992. Na final, ela derrotou  Alina Dumitru, da Romênia, campeã olímpica em Pequim 2008.
Em 2013, foi medalha de bronze no Campeonato Mundial disputado no Rio de Janeiro. Em 2015 conquistou a medalha de ouro nos Jogos Mundiais Militares, realizados em Mungyeong, na Coreia do Sul, na categoria -52 kg, e, na mesma competição, a medalha de bronze em sua categoria habitual, peso ligeiro (-48 kg).
Em janeiro de 2016, conquistou o ouro no Grand Prix de Havana e em fevereiro a medalha de bronze no Grand Slam de Judô de Paris, derrotando a japonesa Haruna Asami, bicampeã mundial e para quem Sarah havia perdido nos seis confrontos anteriores. Em maio, foi medalha de prata no World Masters, em Guadalajara, México, última etapa de preparação para a Rio 2016.
Sarah Menezes é desde 2008 incorporada ao Programa de Incorporação de atletas de alto rendimento das Forças Armadas Brasileiras e tem a patente de terceiro-sargento na Marinha do Brasil.
Na Rio 2016 Sarah foi derrotada na repescagem do torneio, sofrendo uma luxação no cotovelo na luta por causa de uma chave de braço, e não conquistou medalhas.
Em 2018, Sarah Menezes passou a ser atleta do Clube de Regatas do Flamengo.
Originalmente planejava se aposentar após Tóquio 2020. Com o adiamento das Olimpíadas devido à pandemia de COVID-19, acabaria engravidando e decidindo deixar o judô antes dos Jogos. Sua filha Nina, fruto de um relacionamento com o judoca francês Loïc Pietri, nasceu em maio de 2021.
É treinadora da seleção brasileira de judô desde 2021, e comandou a equipe feminina no esporte na conquista de uma medalha de bronze e uma medalha de ouro nos Jogos Olímpicos de Paris de 2024, tornando-se a primeira judoca brasileira campeã olímpica como atleta e como técnica.

## Principais resultados
2016
 – Campeonato Pan-americano -48kg – Havana
 – Grand Prix -48kg – Havana
 – World Masters -48kg – Guadalajara
 – Grand Prix -48kg – Samsun
 – Grand Slam -48kg – Paris
2015
 – Jogos Mundiais Militares  -52kg – Mungyeong
 – Campeonato Pan-americano -48kg – Edmonton
 – Jogos Mundiais Militares  -48kg – Mungyeong
 – Grand Slam -48kg – Tóquio
2014
 – Grand Slam -48kg – Tyumen
 – Campeonato Pan-americano -48kg – Guayaquil
 – Grand Prix -48kg – Havana
2013
 – Grand Slam -48kg – Moscou
 – Campeonato Pan-americano -48kg – San José da Costa Rica
 – World Masters -48kg – Tyumen
 – Jogos Mundiais Militares -48kg – Astana
 – Campeonato Mundial -48kg – Rio de Janeiro
 – Grand Slam -48kg – Tóquio
2012
 – Jogos Olímpicos -48kg – Londres
 – Grand Slam -48kg – Moscou
 – Grand Slam -48kg – Paris
 – Campeonato Pan-americano -48kg – Montreal
 – World Masters -48kg – Almaty
2011
 – Grand Slam -48kg – Rio de Janeiro
 – Jogos Mundiais Militares -48kg – Rio de Janeiro
 – Campeonato Mundial -48kg – Paris
 – Jogos Pan-americanos -48kg – Guadalajara
 – Grand Slam -48kg – Paris
 – World Masters -48kg – Baku
2010
 – Copa do Mundo -48kg – São Paulo
 – Campeonato Pan-americano -48kg – San Salvador
 – Copa do Mundo -48kg – Budapeste
 – Campeonato Mundial -48kg – Tóquio
 – Grand Slam -48kg – Tóquio
2009
 – Copa do Mundo -48kg – Lisboa
 – Copa do Mundo -48kg – Madri
 – Campeonato Mundial Júnior Sub 20 -48kg – Paris
 – Copa do Mundo -48kg – Belo Horizonte
 – Grand Slam -48kg – Tóquio
 – Grand Slam -48kg – Rio de Janeiro
 – Campeonato Pan-americano -48kg – Buenos Aires
2008
 – Copa do Mundo -48kg – Belo Horizonte
 – Campeonato Mundial Júnior Sub 20 -48kg – Bangcoc
 – Copa do Mundo -48kg – Budapeste
 – Campeonato Brasileiro -48kg – Teresina
2007
 – Copa do Mundo -48kg – Belo Horizonte
2006
 – Campeonato Brasileiro -48kg – Rio de Janeiro
2005
 – Campeonato Brasileiro -44kg – Rio de Janeiro
 – Campeonato Pan-americano -44kg – Caguas
- Fonte: JudoInside

## Prêmios
2009
- Atleta do Ano – Prêmio Brasil Olímpico – Comitê Olímpico Brasileiro[21]